# Argo (Griekse band)
Argo (Grieks: Αργό) is een Griekse band sinds 2012. De band verwierf bekendheid na hun deelname aan de halve finale van het Eurovisiesongfestival 2016.

## Biografie
De band werd in 2012 te Thessaloniki opgericht onder de naam Europond. Hun nummers bevatten rap- en hiphopelementen, en worden meestal in het Grieks vertolkt. Begin 2016 werd de groep door de Griekse openbare omroep intern geselecteerd om deel te nemen aan het Eurovisiesongfestival 2016. De bandnaam werd voor deze gelegenheid veranderd in Argo. Op het Eurovisiesongfestival 2016 bleven ze steken in de halve finale, en dat voor de eerste keer in de Griekse geschiedenis.
1974: Marinella · 
1976: Mariza Koch · 
1977: Pascalis, Marianna, Robert & Bessy · 
1978: Tania Tsanaklidou · 
1979: Elpida · 
1980: Anna Vissi & Epikouri · 
1981: Yiannis Dimitras · 
1983: Kristi Stassinopoulou · 
1985: Takis Biniaris · 
1987: Bang · 
1988: Afroditi Frida · 
1989: Mariana Efstratiou · 
1990: Christos Callow & Wave · 
1991: Sophia Vossou · 
1992: Cleopatra · 
1993: Katerina Garbi · 
1994: Kostas Bigalis & The Sea Lovers · 
1995: Elina Konstantopoulou · 
1996: Mariana Efstratiou · 
1997: Marianna Zorba · 
1998: Thalassa · 
2001: Antique · 
2002: Michalis Rakintzis · 
2003: Mando · 
2004: Sakis Rouvas · 
2005: Elena Paparizou · 
2006: Anna Vissi · 
2007: Sarbel · 
2008: Kalomira · 
2009: Sakis Rouvas · 
2010: Giorgos Alkaios & Friends · 
2011: Loukas Giorkas feat. Stereo Mike · 
2012: Eleftheria Eleftheriou · 
2013: Koza Mostra feat. Agathonas Iakovidis · 
2014: Freaky Fortune feat. RiskyKidd · 
2015: Maria Elena Kiriakou · 
2016: Argo · 
2017: Demy · 
2018: Gianna Terzi · 
2019: Katerine Duska · 
2021: Stefania · 
2022: Amanda Tenfjord · 
2023: Victor Vernicos · 
2024: Marina Satti · 
2025: Klavdia